# ريموند الثالث
'ريموند الثالث (1140-1187) كان كونت طرابس من (1152-1187) وأمير الجليل وطبرياوسماه المؤرخين من العرب بالقومص، نسبة إلى لقبه باللاتنية Comes.

## حكمه
حكم طرابلس من 1152 بعد موت أبيه ريمون الثاني وكان قائداً مع غي دي لوزينيان للصليبيين في معركة حطين ضد صلاح الدين الأيوبي.
خاض معركة مفتوحة بجيشة ضد صلاح الدين بالقرب من طبريا حيث حاصرهم جيش صلاح الدين وتم القضاء عليهم بالكامل تقريبًا في معركة حطين وكان رايموند من القلائل الذين هربوا.

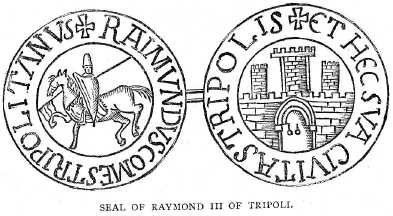
رسم ختم ريموند الثالث

مات في وقت لاحق من ذلك العام من ذات الجنب .